# Лейт Броді
Лейт Броді  (англ. Leith Brodie, 16 липня 1986) — австралійський плавець, олімпієць.

## Виступи на Олімпіадах
| Олімпіада  | Дисципліна                      | Місце                 |
| ---------- | ------------------------------- | --------------------- |
| Пекін 2008 | естафета 4 × 100 вільним стилем | 3 (попередні запливи) |
| Пекін 2008 | естафета 4 × 200 вільним стилем | 3 (попередні запливи) |
| Пекін 2008 | 200 метрів, комплексне плавання | 14                    |